# Explosions in the Sky
Gli Explosions in the Sky sono un gruppo musicale post-rock strumentale formatosi nel 1999 a Austin, in Texas.

## Stile
Il loro sound si rifà alle sonorità più "canoniche" del genere, quali quelle dei Mogwai e dei Godspeed You! Black Emperor. La band è apprezzata per i suoi lavori definiti come "mini-sinfonie catartiche" e per gli spettacoli dal vivo.
Il gruppo ha iniziato l'attività come quartetto costituito da tre chitarre elettriche e da una batteria. Successivamente è stato introdotto il basso.

## Il nome
Il nome attuale deriva da un commento che Hrasky fece in merito al rumore dei fuochi d'artificio che esplodevano in aria dopo che lasciò una festa alla KVRX, la radio dell'università di Austin.

## Storia del gruppo
Originariamente chiamati Breaker Morant, gli Explosions in the Sky si formarono ad Austin, in Texas, nel 1999.
Il batterista Chris Hrasky è di Rockford (Illinois), mentre il resto della band proviene da Midland (Texas).
Il loro album di debutto, How Strange, Innocence (2000), fu distribuito solo localmente nel numero di circa 300 copie e in forma CD-Rs. Grazie a questo lavoro gli Explosions in the sky si garantirono velocemente una buona reputazione stabilendo buoni contatti con le altre band locali come i Lift To Experience.
L'occasione di firmare un contratto gli fu offerta dalla label Temporary Residence Limited, la quale scritturò il gruppo solo dopo aver sentito appena metà della demo; demo che fu inviata non da loro, bensì da un membro di un'altra band di Austin, The American Analog Set, che in una nota di presentazione scrisse this totally fucking destroys.
Ma è con il secondo album datato 2001, Those Who Tell the Truth Shall Die/Those Who Tell the Truth Shall Live Forever, che gli Explosions in the Sky si fecero notare nel panorama musicale internazionale, grazie anche alla copertina che fu intesa come una sorta di collegamento dei fatti dell'11 settembre 2001 che si sarebbero svolti poco dopo.
La copertina raffigurava infatti un aeroplano con il titolo "Questo aeroplano si schianterà domani".
La band negò ogni connessione con la vicenda.
A tal proposito, il bassista Michael James fu vittima di uno spiacevole episodio quando in aeroporto fu trattenuto per motivi di sicurezza dalle autorità competenti e dovette spiegare il significato delle parole della copertina per evitare ulteriori fraintendimenti.
Dopo essere stati contattati da Brian Reitzell nel 2004, gli Explosions in the sky scrissero la colonna sonora del film Friday Night Lights.
Nonostante avesse a disposizione strumentazione rara per il progetto, la band decise di mantenere il proprio stile nell'ambito della creazione di materiale originale.
Il loro album All of a Sudden I Miss Everyone, che debuttò il 20 febbraio 2007, fu prodotto sia in versione One-disc, che in edizione speciale Two-disc contenente i remix delle canzoni dell'album da parte di diversi artisti.
Lo stesso giorno la band suonò una versione ridotta di Welcome, Ghosts al programma televisivo Late Night with Conan O'Brien.
Gli Explosions in the Sky hanno iniziato il tour negli USA e in Canada un giorno prima dell'uscita dell'album, il 19 febbraio 2007.
Nell'aprile 2011 il gruppo pubblica il suo sesto album in studio, Take Care, Take Care, Take Care, prodotto da John Congleton e registrato ad El Paso.
Nel 2013 la band ha prodotto le colonne sonore di due film entrambi statunitensi: Prince Avalanche di David Gordon Green e Lone Survivor di Peter Berg.
In questo secondo caso ha collaborato con Steve Jablonsky.
L'11 gennaio 2016 il gruppo annuncia l'uscita del suo settimo album in studio, The Wilderness, e lo stesso giorno esce il primo estratto intitolato Disintegration Anxiety.

## Membri
- Munaf Rayani - chitarra
- Christopher Hrasky - batteria
- Michael James - basso, chitarra
- Mark Smith - chitarra

## Discografia

### Album in studio
- 2000 – How Strange, Innocence (Sad Loud America) ristampato da Temporary Residence Limited
- 2001 – Those Who Tell the Truth Shall Die, Those Who Tell the Truth Shall Live Forever (Temporary Residence Limited)
- 2003 – The Earth Is Not a Cold Dead Place (Temporary Residence Limited)
- 2005 – The Rescue (Temporary Residence Limited)
- 2007 – All of a Sudden I Miss Everyone (Temporary Residence Limited)
- 2011 – Take Care, Take Care, Take Care (Temporary Residence Limited)
- 2016 – The Wilderness (Temporary Residence Limited)
- 2023 – End

### Colonne sonore
- 2004 – Friday Night Lights
- 2013 – Prince Avalanche
- 2013 – Lone Survivor
- 2014 – Manglehorn
- 2021 – Big Bend: The Wild Frontier Of Texas
- 2025 – American Primeval